# Daniel (knjiga)
Daniel je ime biblijske knjige iz Starog zavjeta. Pisac je Izraelac Daniel, koji je postao savjetnik babilonskom vladaru Nabukodonozoru II. Biblijska kratica knjige je Dn.
Pisac knjige je prorok Daniel, čije ime znači "Bog je moj sudac". U knjizi je opisao događaje, koji su mu se dogodili. Knjiga ima dva dijela. Prvi dio (1. do 6. poglavlje) je niz od šest priča Daniela i njegovih prijatelja. Drugi dio (7. do 12. poglavlje) sadrži četiri apokaliptična viđenja. Knjiga je u originalu napisana dvojezično na hebrejskom i aramejskom jeziku. Poglavlja od 2. do 7. napisana su na aramejskom jeziku, a ostala na hebrejskom. Daniel koristi izraz "Sin čovječji" (Dn 7,13), kojim je kasnije Isus imenovao samoga sebe i time potvrdio, da je obećani Mesija. U govoru na Maslinskoj gori, Isus imenom spominje Daniela (Mt 24,15). Pojedini dijelovi Novoga zavjeta: Evanđelje po Mateju poglavlja 24. i 25., Druga poslanica Solunjanima poglavlja 1. i 2. i Otkrivenje povezani su s Danielovom knjigom i proširuju viđenja, koja je Bog dao Danielu.

## Šest priča
1. Daniel je bio među Judejcima, koji su odvedeni u babilonsko zatočeništvo, nakon što su Babilonci 605. g. pr. Kr. osvojili Jeruzalem. Tada je imao između 15. i 20. godina. Sveto posuđe iz hrama u Jeruzalemu također je odnešeno i pohranjeno u babilonskoj riznici. Daniel i trojica njegovih prijatelja Hananija, Misael i Azarja bili su među kraljevskim judejskim mladićima, koji su izabrani za trogodišnji tečaj školovanja u kraljevskoj palači: "neka budu bez nedostatka, lijepi, vrsni u svakoj mudrosti, dobro poučeni i bistri, prikladni da stoje na kraljevu dvoru (Dn 1,4)." Bog im je dao znanje i mudrost, a Daniel je imao i sposobnost razumijevanja viđenja i snova. Babilonski kralj Nabukodonosor II. postavlja tu četvoricu, da mu budu savjetnici. Posljednji redak 1. poglavlja, koji je mogao biti dodan mnogo vremena nakon što je prethodni dio bio napisan ukazuje da je Daniel još uvijek bio u kraljevskoj službi nekih 80 godina nakon svog odlaska u izgnanstvo, što bi bilo oko 538. g. pr. Kr. 
2. Kasnije je kralj sanjao san, koji nije znao protumačiti, a niti njegovi zvjezdari. Naredio je, da ih pogube, a s njima i Daniela i njegove prijatelje. Daniel je molio Boga, da mu objasni san. Uslišana mu je molba te je otišao pred kralja: "Tajnu koju istražuje kralj ne mogahu kralju otkriti mudraci, čarobnici, gataoci i zaklinjači; ali ima na nebu Bog koji objavljuje tajne i on je saopćio kralju Nabukodonozoru ono što će biti na svršetku dana (Dn 2,27-28)." Babilonsko kraljevstvo osvojit će drugo kraljevstvo (Perzija), a poslije će još doći i kraljevstva Grčke i Rima. Također, "u vrijeme ovih kraljeva Bog Nebeski podići će kraljevstvo koje neće nikada propasti i neće prijeći na neki drugi narod (Dn 2,44)." Kralj je slavio Boga i nagradio Daniela. Postavio ga je za upravitelja pokrajina i na čelo babilonskih mudraca.
3. Nabukodonozor II. je postavio zlatni kip i naredio svima, da se klanjaju kipu. Trojica Danielovih prijatelja su odbili te su bačeni u užarenu peć. Azarja se molio Bogu u pomoć. Anđeo Gospodnji izbavi ih od ognja te su slavili Boga. Kralj se začudio i hvalio Boga te je trojicu prijatelja nagradio. 
4. Kralj je ponovno usnuo san. Daniel je jedini znao protumačiti san jer je imao Duha Božjega (Dn 4,6). Kralj je sanjao veliko snažno stablo, koje je iznenada posječeno na nebesku zapovijed. To stablo je bio sam kralj, koji je na sedam godina izgubio snagu i razum, jer se uzoholio pa je bio poput divlje životinje. Na kraju sedme godine, Nabukodonosor II. je shvatio, da "Svevišnji Bog ima vlast nad kraljevstvom ljudskim i stavlja mu na čelo onoga koga on hoće (Dn 5,21)." Vratio mu se razum i ponovno je vladao.
5. Kralj Baltazar, Nabukodonozorov sin, priredio je gozbu na kojoj se pilo iz posuđa otetog iz Božjeg Hrama u Jeruzalemu uz hvaljenje poganskih bogova. Time su učinili oskvrnuće. Ubrzo se pojavila ljudska ruka, koja je pisala po zidu. Kralj je problijedio i jako se uznemirio. Tražio je mudrace, da mu rastumače događaj. Jedino je Daniel uspio, jer je imao Duha Božjega: "A evo što je napisano: Mene, Mene, Tekel, Parsin. A te riječi znače: Mene: izmjerio je Bog tvoje kraljevstvo i učinio mu kraj; Tekel: bio si vagnut na tezulji i nađen si prelagan; Parsin: razdijeljeno je tvoje kraljevstvo i predano Medijcima i Perzijancima (Dn 5,23-28)." Te iste noći Baltazar je ubijen.
6. Nasljednik Darije Medijac, postavio je Daniela kao jednog od tri pročelnika. On se pokazao najboljim pa ga je kralj mislio još unaprijediti. Drugi su bili ljubomorni pa su znajući za Danielovu pobožnost prema Bogu, nagovorili kralja da donese dekret po kojem je zabranjeno moliti se bilo kome osim kralju u narednih 30 dana. Daniel se i dalje tri puta dnevno molio Bogu pa je kažnjen i bačen u lavlju jamu. Anđeo Gospodnji je bio s njom i lavovi mu nisu naudili. Kralj je bio uznemiren i ujutro je tražio Daniela u jami. Daniel mu odgovori: "O kralju, živ bio dovijeka! Moj je Bog poslao svog Anđela; zatvorio je ralje lavovima te mi ne naudiše, jer sam nedužan pred njim. Pa i pred tobom, o kralju, ja sam bez krivice (Dn 6,22-23)". Urotnici su bačeni u jamu i lavovi ih rastrgaše. Kralj Darije je izdao proglas kojim priznaje Boga.

## Četiri viđenja
1. "Prve godine Baltazara, kralja babilonskoga (Dn 7,1)", Daniel je usnuo san o četiri nemani. One simboliziraju velika neprijateljska carstva, pod kojima Izrael trpi. U ovo doba svoje neizravne vladavine Bog je vlast nad Zemljom predao u ruke poganskih naroda. Oni će izgubiti vlast, dolaskom Isusa Krista i uspostavit će se dobra i vječna vladavina Sina čovječjeg: "Kraljevstvo njegovo, kraljevstvo je vječno, i sve vlasti služit će mu i pokoravati se njemu (Dn 7,27)."
2. Viđenje treće godine Baltazarova kraljevanja, borba je ovna i jarca. Ovan s dva roga simbol je kraljeva Perzije i Medije, a jarac kralja Grčke. Perzija i Medija bit će moćne, ali će ih pokoriti Grčka. Četiri kraljevstva što će izići iz naroda grčkog kralja, ali neće imati njegovu moć. Potkraj njihova kraljevanja, ustat će jak kralj i suprotstaviti se Bogu, oskvrnuti Svetište, ali će biti skršen (Dn 8,21-25).
3. U prvoj godini vladanja kralja Darija, Daniel je istraživao poruku, koju je Bog prenio preko proroka Jeremije. Molio se, činio pokoru i žalio zbog grijeha izraelskog naroda. Ukazao mu se arkanđeo Gabriel i protumačio mu proroštvo o sedamdeset godišnjih sedmica (tjedana) po kalendaru, koji su koristili Izraelci. To se dogodilo 445. g. pr. Kr. Po proroštvu, za 49 godina treba biti obnovljen i sagrađen Jeruzalem, unatoč unutarnjim i vanjskim poteškoćama. Nakon 434 godine, pojavit će se Mesija. A Njegova smrt i uzašašće na nebo, prorokovani su za oko 31. ili 32. godinu poslije Krista (po izračunu prema kalendaru, koji su koristili Izraelci). Prorokovano je i današnje vrijeme prije uspostave Božjeg Kraljevstva. 
4. "Treće godine Kira, kralja perzijskog (Dn 10,1)", Daniel je imao viđenje o sukobu između kralja sjevera i kralja juga (Egipta Dn 11,8). Spominju se i knez Perzije i knez Grčke te arkanđeo Mihael. Viđenje kulminira s arogantnim kraljem: "Kralj će raditi što god mu se prohtije, uznoseći i uzdižući sebe iznad svih bogova: protiv Boga nad bogovima govorit će hule i uspijevat će dok se gnjev ne navrši - jer ono što je određeno, to će se ispuniti (Dn 11,36)." Naviješteno je uskrnuće i nagrada, onima koji su bili pravedni, a izgubili su život: " Tada će se probuditi mnogi koji snivaju u prahu zemljinu; jedni za vječni život, drugi za sramotu, za vječnu gadost. Umnici će blistati kao sjajni nebeski svod, i koji su mnoge učili pravednosti, kao zvijezde navijeke, u svu vječnost (Dn 12,2-3)".

## Dvije dodatne priče
Za katolike i pravoslavne, Danielova knjiga ima 14 poglavlja, dok protestanti i Židovi priznaju samo prvih 12 poglavlja. Uz to, ne priznaju ni Azarjevu molitvu iz sredine 3. poglavlja. 
1. U 13. poglavlju priča je o Suzani. Ona je bila vrlo lijepa i pobožna Židovka udana za bogatog i poštovanog Jojakima. Njihovu kuću posjećivali su mnogi ljudi pa tako i dva starca, koji su bili suci. Zaljubili su se u nju. Jednom dok se sama kupala u svom vrtu, starci su joj došli i predložili spolni odnos. Prijetili su joj, ako ne pristane, da će je optužiti za nevjeru mužu s nekim mladićem. Ona ih je odbila, jer nije htjela sagriješiti. Lažno su je optužili i pokrenuli suđenje protiv nje. Sud je povjerovao i osuđena je na smrt. Dok su je vodili na pogubljenje, zavapila je Bogu za pomoć. Bog je probudio Daniela, koji je u to vrijeme spavao. Daniel je upozorio narod, da je suđenje bilo "bez istrage i bez uvida u istinu (Dn 13,48)" te je sazvao novo suđenje na kojem će on ispitati dva starca, svakoga pojedinačno. Narod je na to pristao, jer su znali da Daniel ima ovlasti od Boga. Postavio im je pitanje: "Sada, dakle, ako si ovu doista vidio, reci nam: pod kojim si ih drvetom vidio zajedno? (Dn 13,58)." Prvi starac odgovori pod tršljom, a drugi pod jasikom. Tako je dokazano, da lažu. Nevina Suzana je oslobođena. Narod je blagoslivljao "Boga koji spasava one što se u nj uzdaju (Dn 13,60)", a dva starca su osuđeni na smrt.
2. U 14. poglavlju nalaze se tri povezane priče za vrijeme neimenovanog babilonskog kralja. Kralj i njegovi svećenici klanjali su se lažnom bogu (kumiru) Belu. Prinosili su mu svaki dan hranu i piće. Kralj je vjerovao, da Bel to pojede i popije. Daniel se klanjao samo pravome Bogu i nije vjerovao, da Bel može jesti ili piti. Svećenici, žene i djeca napravili su tajni ulaz i svakodnevno jeli i pili ono što je prineseno Belu. Daniel je to otkrio kralju, koji je dao pogubiti prevarante, a Daniel je na kraljevo dopuštenje uništio kip Bela. Babilonci su štovali i mjedenog zmaja, za kojeg su mislili, da je živi bog. Daniel je pokusom, dokazao da u krivu. Narod je zbog toga bio gnjevan: "Kralj postade Židov: Bela sruši, zmaja ubi, svećenike pokla (Dn 14,28)". Kralj se bojao pa je narodu predao Daniela, kojeg su bacili u jamu među lavove. U tome vrijeme, u tom kraju bio je prorok Habakuk. I Anđeo Gospodnji reče Habakuku: "Odnesi ručak koji imaš u Babilon, Danielu u lavljoj jami! (Dn 14,34)" Uz Anđelovu pomoć, Habakuk je nahranio Daniela, koji je ostao živ. Kralj je došao do jame i čudio se što je Daniel preživio te je hvalio Boga: "Velik si, Gospode Bože Danielov, i nema drugoga Boga osim tebe! (Dn 14,41)"